# 시편 139편
시편 139편은 139번째 시편이다. 라틴어에서는 "Domine probasti me et cognovisti me"로 알려져 있다. 시편은 찬송시이다. 다윗에 기인한 것으로, 하나님의 편재하심을 확증하는 것으로 알려져 있다. 알렉산더 커크패트릭(Alexander Kirkpatrick)은 "전체 시편의 특징인 하나님과 인간 사이의 친밀한 개인적 관계에 대한 의식이 여기에서 절정에 이른다"고 말한다.
그리스어 70인역 성경과 불가타역에서 사용되는 약간 다른 번호 체계에서 이 시편은 시편 138편이다.
시편은 유대교, 가톨릭, 루터교, 성공회 및 기타 개신교 전례의 정규 부분을 형성한다. 종종 음악의 주제가 되었다.

## 배경 및 주제
미드라시 슈케르 토브(Midrash Shocher Tov)에 따르면 시편 139편은 아담이 썼다. 예를 들어, 5절과 16절은 최초의 인간의 형성을 암시한다. 아브라모비츠는 시편의 주제가 아담과 관련이 있고 다윗은 실제 단어를 썼다고 설명한다. 시편 139편은 시편 138편부터 145편까지로 구성된 다윗의 마지막 시편 모음집의 일부이며, 1절에서 다윗이 지었다고 한다.
16절은 타나크에서 골렘이라는 용어와 같은 어근에서 나온 갈미(galmi)라는 단어가 나오는 유일한 곳이다. 아담의 창조를 시간별로 설명하면서, 탈무드는 두 번째 시간에 땅의 먼지가 골렘('형성되지 않은 덩어리')으로 모였다고 말한다(산헤드린 38b). 창세기 미드라시 5:1 또한 아담의 창조물을 지구의 한쪽 끝에서 다른 쪽 끝까지 뻗어 있는 엄청난 크기의 골렘으로 묘사한다. 이것은 아담이 하나님께 "당신의 눈이 내 골렘을 보셨습니다"라고 말하는 16절에 반영되어 있다.
시편은 하나님, 또는 유대인의 전통에서는 여호와를 언급하고 화자는 외치고 인사하며 하나님이 어떤 분인지 이해한다. 시편 기자는 계속해서 가장 은밀한 장소에서도 하나님의 편재하심에 경탄하고 미래에 대한 그의 광대한 지식에 대해 하나님을 찬양한다. 마지막으로, 시편 기자는 하나님께 "악인을 죽여라"고 요청하면서 결론을 내리고, 그들에 대항하여 그들의 열심을 하나님께 확신시키며 시험을 받고 올바른 길로 인도해 달라고 요청한다. 시편 기자는 하나님을 찬양한다. (하늘과 땅과 지하 세계의 모든 것을 목격할 수 있는 최고 권위의 조건) 시편 기자는 이 시편을 통해 하나님만이 유일한 참 하나님이심을 주장하고 누구에게나 자신의 믿음에 의문을 제기하도록 도전한다.

## 내용
1. 여호와여 주께서 나를 살펴 보셨으므로 나를 아시나이다
2. 주께서 내가 앉고 일어섬을 아시고 멀리서도 나의 생각을 밝히 아시오며
3. 나의 모든 길과 내가 눕는 것을 살펴 보셨으므로 나의 모든 행위를 익히 아시오니
4. 여호와여 내 혀의 말을 알지 못하시는 것이 하나도 없으시니이다
5. 주께서 나의 앞뒤를 둘러싸시고 내게 안수하셨나이다
6. 이 지식이 내게 너무 기이하니 높아서 내가 능히 미치지 못하나이다
7. 내가 주의 영을 떠나 어디로 가며 주의 앞에서 어디로 피하리이까
8. 내가 하늘에 올라갈지라도 거기 계시며 스올에 내 자리를 펼지라도 거기 계시니이다
9. 내가 새벽 날개를 치며 바다 끝에 가서 거주할지라도
10. 거기서도 주의 손이 나를 인도하시며 주의 오른손이 나를 붙드시리이다
11. 내가 혹시 말하기를 흑암이 반드시 나를 덮고 나를 두른 빛은 밤이 되리라 할지라도
12. 주에게서는 흑암이 숨기지 못하며 밤이 낮과 같이 비추이나니 주에게는 흑암과 빛이 같음이니이다
13. 주께서 내 내장을 지으시며 나의 모태에서 나를 만드셨나이다
14. 내가 주께 감사하옴은 나를 지으심이 심히 기묘하심이라 주께서 하시는 일이 기이함을 내 영혼이 잘 아나이다
15. 내가 은밀한 데서 지음을 받고 땅의 깊은 곳에서 기이하게 지음을 받은 때에 나의 형체가 주의 앞에 숨겨지지 못하였나이다
16. 내 형질이 이루어지기 전에 주의 눈이 보셨으며 나를 위하여 정한 날이 하루도 되기 전에 주의 책에 다 기록이 되었나이다
17. 하나님이여 주의 생각이 내게 어찌 그리 보배로우신지요 그 수가 어찌 그리 많은지요
18. 내가 세려고 할지라도 그 수가 모래보다 많도소이다 내가 깰 때에도 여전히 주와 함께 있나이다
19. 하나님이여 주께서 반드시 악인을 죽이시리이다 피 흘리기를 즐기는 자들아 나를 떠날지어다
20. 그들이 주를 대하여 악하게 말하며 주의 원수들이 주의 이름으로 헛되이 맹세하나이다
21. 여호와여 내가 주를 미워하는 자들을 미워하지 아니하오며 주를 치러 일어나는 자들을 미워하지 아니하나이까
22. 내가 그들을 심히 미워하니 그들은 나의 원수들이니이다
23. 하나님이여 나를 살피사 내 마음을 아시며 나를 시험하사 내 뜻을 아옵소서
24. 내게 무슨 악한 행위가 있나 보시고 나를 영원한 길로 인도하소서

### 히브리어 버전
| 절 | 내용                                                       |
| -- | ---------------------------------------------------------- |
| 1  | לַמְנַצֵּחַ לְדָוִ֣ד מִזְמ֑וֹר יְ֜הֹוָ֗ה חֲקַרְתַּ֥נִי וַתֵּדָֽע                          |
| 2  | אַתָּ֣ה יָ֖דַעְתָּ שִׁבְתִּ֣י וְקוּמִ֑י בַּ֥נְתָּה לְ֜רֵעִֽ֗י מֵֽרָחֽוֹק                        |
| 3  | אָרְחִ֣י וְרִבְעִ֣י זֵרִ֑יתָ וְכָל־דְּרָכַ֥י הִסְכַּֽנְתָּה                            |
| 4  | כִּ֚י אֵ֣ין מִלָּ֣ה בִלְשׁוֹנִ֑י הֵ֥ן יְ֜הֹוָ֗ה יָדַ֥עְתָּ כֻלָּֽהּ                         |
| 5  | אָח֣וֹר וָקֶ֣דֶם צַרְתָּ֑נִי וַתָּ֖שֶׁת עָלַ֣י כַּפֶּֽכָה                              |
| 6  | פְּלִ֣יאָה דַ֣עַת מִמֶּ֑נִּי נִ֜שְׂגְּבָ֗ה לֹֽא־אוּכַ֥ל לָֽהּ                            |
| 7  | אָנָ֣ה אֵלֵךְ מֵֽרוּחֶ֑ךָ וְ֜אָ֗נָה מִפָּנֶ֥יךָ אֶבְרָֽח                              |
| 8  | אִם־אֶסַּ֣ק שָׁ֖מַיִם שָׁ֣ם אָ֑תָּה וְאַצִּ֖יעָה שְּׁא֣וֹל הִנֶּֽךָּ                         |
| 9  | אֶשָּׂ֥א כַנְפֵי־שָׁ֑חַר אֶ֜שְׁכְּנָ֗ה בְּאַֽחֲרִ֥ית יָֽם                               |
| 10 | גַּם־שָׁ֖ם יָֽדְךָ֣ תַנְחֵ֑נִי וְֽתֹ֖אחֲזֵ֣נִי יְמִינֶֽךָ                              |
| 11 | וָאֹֽמַ֗ר אַךְ־חֹ֥שֶׁךְ יְשׁוּפֵ֑נִי וְ֜לַ֗יְלָה א֣וֹר בַּֽעֲדֵֽנִי                         |
| 12 | גַּם־חֹשֶׁךְ֘ לֹֽא־יַחְשִׁ֪יךְ מִ֫מֶּ֥ךָּ וְלַיְלָה כַּיּ֣וֹם יָאִ֑יר כַּֽ֜חֲשֵׁיכָ֗ה כָּֽאוֹרָֽה           |
| 13 | כִּֽי־אַ֖תָּה קָנִ֣יתָ כִלְיֹתָ֑י תְּ֜סֻכֵּ֗נִי בְּבֶ֣טֶן אִמִּֽי                           |
| 14 | אֽוֹדְךָ֗ עַ֚ל כִּ֥י נֽוֹרָא֗וֹת נִ֫פְלֵ֥יתִי נִפְלָאִ֥ים מַֽעֲשֶׂ֑יךָ וְ֜נַפְשִׁ֗י יֹדַ֥עַת מְאֹֽד       |
| 15 | לֹֽא־נִכְחַ֥ד עָצְמִ֗י מִ֫מֶּ֥ךָּ אֲשֶׁר־עֻשֵּׂ֥יתִי בַסֵּ֑תֶר רֻ֜קַּ֗מְתִּי בְּתַחְתִּיּ֥וֹת אָֽרֶץ          |
| 16 | גָּלְמִ֚י \| רָ֘א֚וּ עֵינֶ֗יךָ וְעַל־סִפְרְךָ֘ כֻּלָּ֪ם יִכָּ֫תֵ֥בוּ יָמִ֥ים יֻצָּ֑רוּ וְל֖וֹ אֶחָ֣ד בָּהֶֽם |
| 17 | וְלִ֗י מַה־יָּֽקְר֣וּ רֵעֶ֣יךָ אֵ֑ל מֶ֥ה עָֽ֜צְמ֗וּ רָֽאשֵׁיהֶֽם                         |
| 18 | אֶסְפְּרֵם מֵח֣וֹל יִרְבּ֑וּן הֱ֜קִיצֹ֗תִי וְעוֹדִ֥י עִמָּֽךְ                          |
| 19 | אִם־תִּקְטֹ֖ל אֱל֥וֹהַּ \| רָשָׁ֑ע וְאַנְשֵׁ֥י דָ֜מִ֗ים ס֣וּרוּ מֶֽנִּי                    |
| 20 | אֲשֶׁ֣ר יֹֽ֖מְרוּךָ לִמְזִמָּ֑ה נָשׂ֖וּא לַשָּׁ֣וְא עָרֶֽיךָ                             |
| 21 | הֲלוֹא־מְשַׂנְאֶ֖יךָ יְהֹוָ֥ה \| אֶשְׂנָ֑א וּ֜בִתְקֽוֹמְמֶ֗יךָ אֶתְקוֹטָֽט                  |
| 22 | תַּכְלִ֣ית שִׂנְאָ֣ה שְׂנֵאתִ֑ים לְ֜אֹֽיְבִ֗ים הָ֣יוּ לִֽי                            |
| 23 | חָקְרֵ֣נִי אֵ֖ל וְדַ֣ע לְבָבִ֑י בְּ֜חָנֵ֗נִי וְדַ֣ע שַׂרְעַפָּֽי                          |
| 24 | וּרְאֵ֗ה אִם־דֶּֽרֶךְ־עֹ֥צֶב בִּ֑י וּ֜נְחֵ֗נִי בְּדֶ֣רֶךְ עוֹלָֽם                         |